# Beautiful U R
"Beautiful U R" är en låt framförd av den kanadensiska sångaren Deborah Cox, inspelad till hennes femte studioalbum The Promise (2008). Den skrevs av Cox, Bobby Ross Avila, Issiah J. Avila, James Q. Wright, Johnny Najera, Rick Thompson och Sam Salter och producerades av The Avila Brothers.

## Inspelning och komposition
"Beautiful U R" skrevs av Cox, Bobby Ross Avila, Issiah J. Avila, James Q. Wright, Johnny Najera, Rick Thompson och Sam Salter. Den producerades av Wright och Bobby Ross Avila och Issiah J. Avila, de två sistnämnda mera kända som produktionsduon The Avila Brothers. Cox producerade sin egen sång med hjälp av Salter och spelade in den vid Shelter Recording Studios i Riverside, Kalifornien. Salter arbetade även som ljudtekniker under inspelningen med assistans från Matt Marrin som senare ljudmixade låten vid The Department of Sound Studios i Santa Clarita, Kalifornien.

## Mottagande och Kommersiell prestation
"Beautiful U R" mottog positiv respons från professionella musikkritiker. AllMusic lyfte fram den som en av de bästa låtarna från The Promise tillsammans med "Did You Ever Love Me" och "Saying Goodbye". Sean Deezill från den kanadensiska webbplatsen Okay Player beskrev låten som "beroendeframkallande" medan en recensent från Soul Bounce tyckte att låten var "glad" och "uppmuntrande". Webbplatsen Audio Diva lyfte också fram "Beautiful U R" som albumets bästa spår tillsammans med "Where Do We Go 2" och beskrev den som "medryckande". Jon Pareles från New York Times beskrev låten som en "självhjälpsmarsch" i vilken Cox låter beslutsam att "ta sig samman".
I Kanada blev "Beautiful U R" en hit för Cox och hennes hittills mest framgångsrika singel. 27 september 2008 gick låten in på plats 90 på singellistan Canadian Hot 100. Följande vecka klättrade den till plats 33 och blev därmed Coxs fjärde singel i karriären att nå topp-40. 1 november 2008 blev "Beautiful U R" hennes första singel att nå topp-tio i Kanada ("Nobody's Supposed to Be Here" kom närmast denna bedrift när den nådde plats 21 i mitten av november 1998). Låten guldcertifierades av Music Canada 11 februari 2009 för 20 000 sålda digitala exemplar. Den platinacertifierades 13 oktober 2009 för ytterligare 20 000 sålda exemplar. "Beautiful U R" gick in på plats 44 på amerikanska singellistan Hot Dance Club Play den 28 mars 2009. Följande veckor klättrade låten och nådde topp-tjugo 18 april 2009. "Beautiful U R" nådde förstaplatsen 6 juni 2009 och blev därmed Coxs tionde förstaplatshit på den listan. Den gick också in på Billboard-listan Dance/Mix Show Airplay där den som högst noterades på tiondeplatsen.

## Musikvideo
Musikvideon till "Beautiful U R" hade premiär via People.com den 13 november 2008. Cox spelade in den svartvita videon när hon var sju månader in i sin graviditet. En representant för Cox förklarade att videon handlade om "självständighet och kärlek". I februari hade videon nått andraplatsen på den kanadensiska TV-kanalen MuchMoreMusic:s videotopplista.

## Format och låtlistor
| 1.           | "Beautiful U R" | 3:51 |
| Total längd: | Total längd:    | 3:51 |

| 1.           | "Beautiful U R (Yinon Yahel Radio)"             | 4:05  |
| 2.           | "Beautiful U R (Yinon Club Mix)"                | 7:12  |
| 3.           | "Beautiful U R (Yinon Club Instrumental)"       | 7:09  |
| 4.           | "Beautiful U R (Gabi Newman Radio)"             | 4:04  |
| 5.           | "Beautiful U R (Gabi Newman Club Remix)"        | 6:02  |
| 6.           | "Beautiful U R (Gabi Newman Club Instrumental)" | 6:03  |
| 7.           | "Beautiful U R (Massimo Nocito Radio)"          | 3:36  |
| 8.           | "Beautiful U R (Massimo Nocito Club Mix)"       | 5:58  |
| 9.           | "Beautiful U R (Soul Seekerz Radio)"            | 3:29  |
| 10.          | "Beautiful U R (Soul Seekerz Club Mix)"         | 6:33  |
| 11.          | "Beautiful U R (Soul Seekerz Dub)"              | 6:28  |
| 12.          | "Beautiful U R (Mark Roberts Ultimix)"          | 5:20  |
| Total längd: | Total längd:                                    | 66:00 |

| 1.           | "Beautiful U R (Original Radio)"                             | 3:53  |
| 2.           | "Beautiful U R (Martin Accorsi Radio)"                       | 3:40  |
| 3.           | "Beautiful U R (Martin Accorsi Club)"                        | 6:38  |
| 4.           | "Beautiful U R (Martin Accorsi Dub)"                         | 4:04  |
| 5.           | "Beautiful U R (Jody den Broeder Radio)"                     | 3:58  |
| 6.           | "Beautiful U R (Jody den Broeder Mixshow)"                   | 5:28  |
| 7.           | "Beautiful U R (Jody den Broeder Club)"                      | 7:33  |
| 8.           | "Beautiful U R (Corenell Radio Mix)"                         | 3:30  |
| 9.           | "Beautiful U R (Corenell Club Mix)"                          | 6:58  |
| 10.          | "Beautiful U R (Cajjmere Wray Edit)"                         | 3:50  |
| 11.          | "Beautiful U R (Cajjmere Wray Club)"                         | 7:08  |
| 12.          | "Beautiful U R (Cajjmere Wray Dub)"                          | 5:40  |
| 13.          | "Beautiful U R (Cajjmere Wray's Reconstruction - Bonus Mix)" | 9:18  |
| Total längd: | Total längd:                                                 | 60:00 |

| 1.           | "Beautiful U R (Jody den Broeder Radio)"   | 3:59  |
| 2.           | "Beautiful U R (Soul Seekerz Radio)"       | 3:30  |
| 3.           | "Beautiful U R (Corenell Radio Mix)"       | 3:31  |
| 4.           | "Beautiful U R (Original Radio)"           | 3:54  |
| 5.           | "Beautiful U R (Jody den Broeder Mixshow)" | 5:26  |
| 6.           | "Beautiful U R (Jody den Broeder Club)"    | 7:34  |
| 7.           | "Beautiful U R (Soul Seekerz Club Final)"  | 6:34  |
| 8.           | "Beautiful U R (Corenell Club Mix)"        | 6:59  |
| 9.           | "Beautiful U R (Mark Roberts Ultimix)"     | 5:20  |
| Total längd: | Total längd:                               | 60:00 |

| 1.           | "Beautiful U R (Jody Den Broeder Radio Edit)"   | 3:58  |
| 2.           | "Beautiful U R (Jody Den Broeder Extended Mix)" | 7:33  |
| 3.           | "Beautiful U R (Impetto Remix)"                 | 7:48  |
| 4.           | "Beautiful U R (Adrian Lux Remix)"              | 6:30  |
| 5.           | "Beautiful U R (Soulseekerz Remix)"             | 6:35  |
| 6.           | "Beautiful U R (Manox Remix)"                   | 5:05  |
| 7.           | "Beautiful U R (Original Radio Edit)"           | 4:22  |
| Total längd: | Total längd:                                    | 60:00 |

## Medverkande
Information hämtad från musiksingelns skivhäfte
- Deborah Cox – huvudsång, bakgrundssång, låtskrivare, sångproducent
- Bobby Ross Avila – låtskrivare, musikproducent, keyboards
- James Q. Wright – låtskrivare, musikproducent, bakgrundssång, keyboards
- Issiah J. Avila – låtskrivare, musikproducent
- Sam Shelter – låtskrivare, sångproducent, ljudtekniker
- Rick Thomson – låtskrivare
- Johnny Najera – låtskrivare
- Iz – trumprogrammering
- Natural – gitarr
- Matt Marrin – ljudtekniker, ljudmix

## Topplistor
| Lista (2008–09)                        | Högsta listplacering |
| -------------------------------------- | -------------------- |
| Kanada Canadian Hot 100                | 10                   |
| Kanada Hot Canadian Digital Singles    | 21                   |
| USA Hot Dance Club Play (Billboard)    | 1                    |
| USA Dance/Mix Show Airplay (Billboard) | 10                   |

| Lista (2008)                        | Högsta listplacering |
| ----------------------------------- | -------------------- |
| Kanada (Canadian Hot 100)           | 39                   |
| USA Hot Dance Club Play (Billboard) | 3                    |

## Certifikat
| Kanada (Music Canada)           | Platina | 40 000^ |
| ^siffror baserade på certifikat |         |         |